# Текето
Теке́то (болг. Текето) — село в Хасковській області Болгарії. Входить до складу общини Хасково.

## Населення
За даними перепису населення 2011 року у селі проживали 463 особи.
Національний склад населення села:
| Національність   | Кількість осіб | Відсоток |
| ---------------- | -------------- | -------- |
| турки            | 431            | 93,1%    |
| цигани           | 23             | 5,0%     |
| болгари          | 4              | 0,9%     |
| інша             | 0              | 0%       |
| не визначились   | 5              | 1,1%     |
| Всього відповіли | 463            |          |

Розподіл населення за віком у 2011 році:
Динаміка населення: